# Cap de Terme (Erinyà)
El Cap de Terme és una partida del terme municipal de Conca de Dalt, a l'antic terme de Toralla i Serradell, al Pallars Jussà, en territori del poble d'Erinyà, però a prop del de Toralla.
Està situat al sud-est d'Erinyà, a llevant de Toralla, al vessant nord-oest de lo Tossalet. És al sud-oest del Clot de Matavaques i de La Gargalla, a ponent del Bosc de la Granja de Mascarell.